# Генк Аарон
Генк Ааро́н (англ. Hank Aaron; 5 лютого 1934, Мобіл, штат Алабама, США — 22 січня 2021) — американський бейсболіст. Офіційно — Генрі Люїс Аарон (англ. Henry Louis Aaron). Грав 23 сезони у Головній Бейсбольній Лізі США (Major League Baseball, MLB) на позиції аутфілдера.

## Біографічні дані

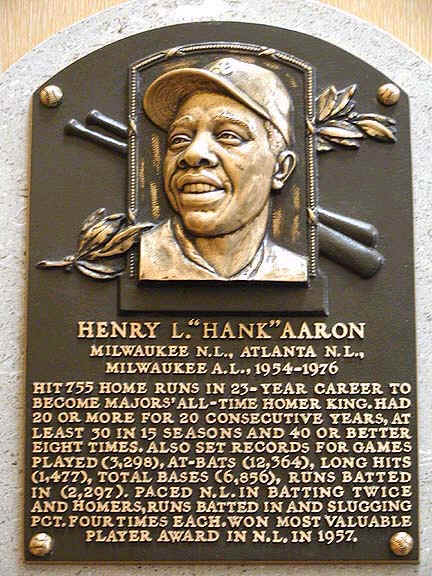
У Залі слави бейсболу

У 1954—1974 роках грав як правий польовий гравець (філдер) за команду «Мілвокі Брейвз», у 1966—1976 роках — за «Атланту Брейвз».
1957 року відзначено нагородою Національної ліги «Найкорисніший гравець». Мав прізвисько «Молоток».
1974 року перевершив рекорд Бейба Рута, який тримався з 1930-х років: Аарон здійснив 715 ударів (так званих гоум-ранів) за дальню межу поля.
1976 року припинив виступи. 1982 року його ім'я занесено до Зали бейсбольної слави.